# Hans Koch (Jurist)
Hans Koch (* 16. August 1893 in Bartenstein in Ostpreußen; † 24. April 1945 in Berlin) war ein deutscher Jurist und Widerstandskämpfer gegen den Nationalsozialismus.

## Leben
Hans Koch war Sohn eines Gymnasialprofessors, der 1903 zum Direktor eines Gymnasiums in Berlin-Charlottenburg berufen wurde. Nach dem Abitur 1911 in Berlin studierte Hans Koch Rechtswissenschaft an der Albertus-Universität Königsberg. Im selben Jahr wurde er Mitglied des Corps Baltia Königsberg. Nach zwei Semestern beendete er am 25. Februar 1914 das Studium und trat in die Preußische Armee ein.

### Westfront und Frankreich
Als Leutnant im Hallenser Füsilier-Regiment 36 rückte Koch mit der 1. Armee ins Feld und machte den Vormarsch durch Belgien und Frankreich mit. Sein Regiment gehörte zum IV. Armeekorps, das erst am 22. August 1914 bei Mons auf französische und am 25./26. August 1914 bei Solenes auf britische Truppen stieß. Vom 28. bis 30. August 1914 kämpfte das Regiment an der Somme in der Gegend von Péronne; am 3. September 1914 wurde Lizy-sur-Ourcq erreicht. In der Ersten Marneschlacht rückte das IV. AK südwärts über den Aubetin hinaus, als es am 6. September 1914 zurückgerufen wurde, um am Ourcq dem IV. RAK zu helfen. Dort erhielt Koch Granatsplitter in die Hüfte und den Oberschenkel. Schwer verwundet ins Feldlazarett Le Plessis Placy eingeliefert, kam er am 9. September 1914 in französische Kriegsgefangenschaft. Er wurde zunächst nach Lizy-sur-Ourcq verlegt, blieb aber eine Woche ohne Verpflegung und ärztliche Versorgung. Der weitere Weg führte nach Paris, Vitré (Ille-et-Vilaine) in der Bretagne und im Februar nach Fougères. Im April 1915 wurde er in das Offizierlager Châteauneuf bei Saint-Malo eingewiesen. Mit sieben anderen Corpsstudenten gründete er dort einen Alte-Herren-Senioren-Convent. Im Dezember 1916 wurde er in das Offizierlager Servière-Corrèze verlegt. Dieses brannte im Februar 1917 ab, so dass er nach Auch in den Pyrenäen gelangte. Schließlich wurde er als Kriegsgefangener ausgetauscht und in der Schweiz untergebracht. Er blieb dort bis zum 12. August 1919. Nachträglich erhielt er das Eiserne Kreuz 1. Klasse.

### Zwischen den Kriegen
Koch nahm das Jurastudium in Königsberg wieder auf und bestand am 7. Juli 1921 die Referendarprüfung mit „gut“. Zum Dr. iur. wurde er summa cum laude promoviert. Im Mai 1922 verlobte er sich mit Annemarie Kahle, der Tochter eines gefallenen Corpsbruders. Seine Ausbildung begann er im Kammergerichtsbezirk. Für kurze Zeit war er Beamter im Handelsministerium des Freistaats Preußen. Als Regierungsrat schied er 1927 aus dem Staatsdienst aus und ließ sich als Rechtsanwalt und Notar in Berlin nieder.

## Zeit des Nationalsozialismus
Nach der Machtübernahme der NSDAP wurde Hans Koch Mitglied der Bekennenden Kirche. Als er im Herbst 1935 eine jüdische Industriellenfamilie in einem Enteignungsprozess mutig und „zu gut“ verteidigte, wurde er verhaftet und blieb ohne Prozess bis Ende 1935 in Haft. Er gehörte 1937 zu den Verteidigern von Pastor Martin Niemöller und Hermann Ehlers.
Sofort nach Ausbruch des Zweiten Weltkrieges wurde er als Reserveoffizier einberufen, d. h. „aus dem Verkehr gezogen“. Wegen seiner früheren Verwundung kam er aber nicht an die Front, sondern wurde als Hauptmann a. D. im Rüstungsamt des Oberkommandos der Wehrmacht eingesetzt.
Koch war weiter als Anwalt tätig und konnte seine Verbindungen zum zivilen und militärischen Widerstand aufnehmen und pflegen. In die Umsturzpläne von Carl Friedrich Goerdeler und der Gebrüder Stauffenberg war er eingeweiht. Anders als manche Verschwörer des 20. Juli 1944 hatte sich Koch nie von den Anfangserfolgen Hitlers blenden lassen. Für den Fall des Gelingens des Attentats vom 20. Juli 1944 war er im Schattenkabinett Beck/Goerdeler als Präsident des Reichsgerichts vorgesehen.
Kochs genaue Stellung im Widerstand ist nicht bekannt. Koch hinterließ keine Aufzeichnungen, was dazu beitrug, dass er fast in Vergessenheit geriet. Nach dem missglückten Attentat wurden Koch, seine Frau und die vier Kinder für kurze Zeit inhaftiert. Die gefassten Verschwörer verrieten ihn nicht.
Im Januar 1945 wurde er denunziert und verhaftet. Als die sowjetischen Truppen bereits die Stadtgrenze Berlins erreicht hatten, wurde er ohne Prozess oder Urteil in der Nacht vom 23. auf den 24. April 1945 von einem Sonderkommando des Reichssicherheitshauptamts erschossen.
Laut der standesamtlichen Sterbeurkunde vom 8. Juni 1945 wurde seine Leiche am 31. Mai 1945 auf dem Grundstück Puttkammerstraße 11 (heute Nr. 6) in Berlin-Kreuzberg aufgefunden.

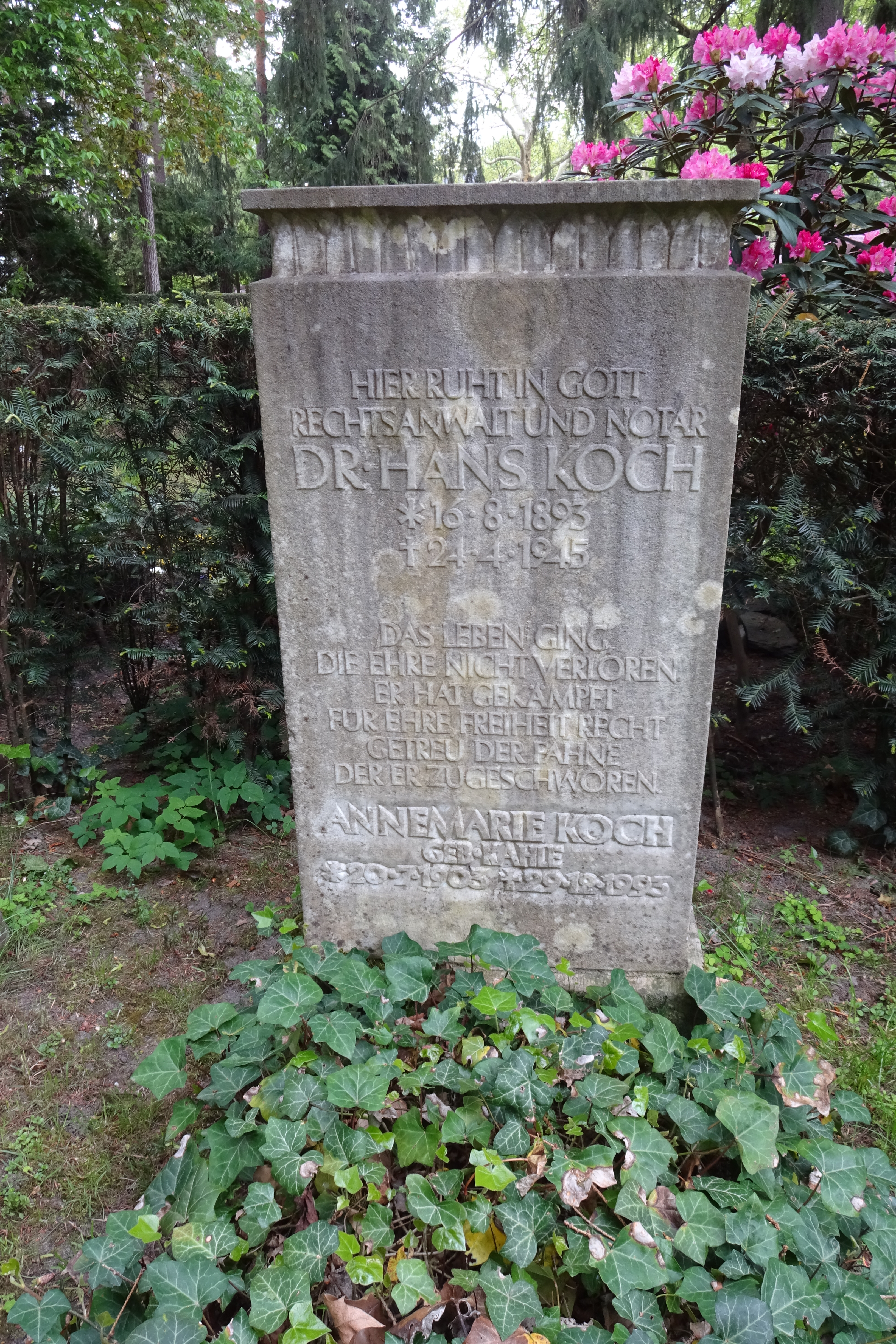
Grabstätte

Er ist auf dem Evangelischen Kirchhof Nikolassee bestattet.